# Régie du cinéma (Quebec)

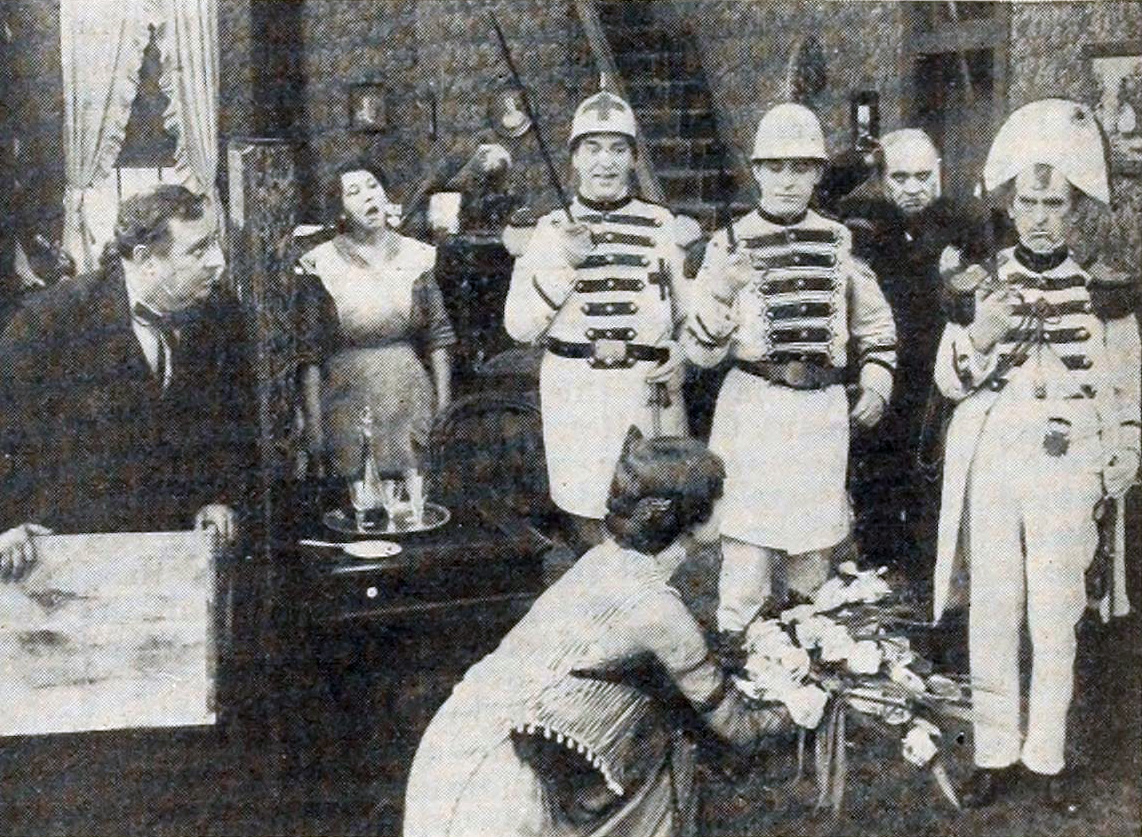
Una Bandera Blanca de Leche, un corto burlesco de 1916, fue rechazada por el Régie como "no de buen gusto desde un punto de vista militar".

La Régie du cinéma es una organización provincial de clasificación cinematográfica responsable del sistema de clasificación cinematográfica dentro de la provincia canadiense de Quebec; de los cuales sus funciones se fusionaron en el Ministerio de Cultura y Comunicaciones del Gobierno de Quebec el 1 de abril de 2017. Su mandato era clasificar y aprobar películas para su distribución a las salas de cine y a los medios de comunicación de quebec. Su competencia se desmótiló de la Ley de Cine (RSQ, C-18.1). En 2010, la Agencia tenía unos ingresos netos de 7 millones de dólares y ha acumulado más de 85 millones de dólares en efectivo en su cuenta bancaria.

El Logo de las clasificaciones por edades de Qyebec, donde están las categorías: "G", "13+", "16+", "18+"

## Sistema de clasificación
La Régie du cinéma califica todas las películas y videos. Las calificaciones individuales y sus fundamentos están disponibles públicamente en línea en el sitio web de Régie . Las mismas clasificaciones se utilizan para las emisiones de televisión, que hacen sus propias determinaciones en cuanto a la calificación de un programa.
Las clasificaciones actuales son:
| Valorando Etiqueta | Descripción |
| ------------------ | --- |
| G                  | Visa général (Calificación General) Puede ser visto, alquilado o comprado por personas de todas las edades. Si una película con una calificación "G" podría ofender la sensibilidad de un niño menor de 8 años de edad, "No apto para niños pequeños" (Déconseillé aux jeunes enfants) se adjunta a la clasificación. |
| 13+                | 13 ans et plus (13 años o más) Puede ser visto, alquilado o comprado sólo por personas de 13 años de edad o más. Los niños menores de 13 años pueden ser admitidos en una exhibición pública de la película, pero solo si van acompañados por un adulto. |
| 16+                | 16 ans et plus (16 años o más) Puede ser visto, alquilado o comprado sólo por personas de 16 años de edad o más. |
| 18+                | 18 ans et plus (18 años o más) Puede ser visto, alquilado o comprado sólo por personas mayores de 18 años. La calificación de 18+ generalmente está reservada para películas pornográficas u obras que son especialmente violentas, crueles o que presentan tortura. Una indicación explícita de sexualidad requiere que los minoristas coloquen materiales fuera del alcance de los menores, en una habitación separada. |

Cada calificación también puede incluir una o varias indicaciones complementarias. Las posibles combinaciones son las siguientes:
| Clasificación | Para niños         | No adecuado para los niños pequeños | Lenguaje soez    | Erotismo         | Violencia        | Horror           | Pornografía        |
| ------------- | ------------------ | ----------------------------------- | ---------------- | ---------------- | ---------------- | ---------------- | ------------------ |
| G             | Sí (uso exclusivo) | Sí (uso exclusivo)                  | No(no utilizado) | No(no utilizado) | No(no utilizado) | No(no utilizado) | No(no utilizado)   |
| 13+           | No(no utilizado)   | No(no utilizado)                    | Sí (utilizado)   | Sí (utilizado)   | Sí (utilizado)   | Sí (utilizado)   | No(no utilizado)   |
| 16+           | No(no utilizado)   | No(no utilizado)                    | Sí (utilizado)   | Sí (utilizado)   | Sí (utilizado)   | Sí (utilizado)   | No(no utilizado)   |
| 18+           | No(no utilizado)   | No(no utilizado)                    | Sí (utilizado)   | Sí (utilizado)   | Sí (utilizado)   | Sí (utilizado)   | Sí (uso exclusivo) |

Las películas con clasificación G por lo general pueden tener algunas palabrotas en ellas, siempre y cuando el lenguaje ofensivo no sea frecuente en todo momento. La violencia también puede ser permitida, pero sólo en un contexto de fantasía. El sexo puede estar presente siempre y cuando se filme con un mantenimiento extremo. Los elementos de terror pueden estar presentes, pero tienen que ser filmados de una manera que no asuste a los niños menores de 13 años. En los casos en que se puede encontrar material objetable, la etiqueta No recomendado para niños pequeños, que indica que la película podría contener material inapropiado para niños pequeños pero no les prohíbe ver la película, se añade a la clasificación original.
Las películas con clasificación 13+ suelen tener contenido que probablemente no sería adecuado para niños pequeños. Por lo general, las escenas de violencia que son más oscuras que lo que se representa en las películas de fantasía tradicionales justifican una calificación de más de 13+. A diferencia de las películas G, los elementos de terror fuertes pueden estar presentes; estos suelen ir acompañados con la etiqueta Horror. El lenguaje vulgar es más frecuente y las escenas de actos sexuales o desnudez pueden ser más explícitas.
Las películas con clasificación 16+ suelen ser películas con violencia más explícita de lo que una película de más de 13 años puede permitirse. La mayoría de estos casos, una película trata de violencia extrema. En algunos casos, puede ser para sexo y desnudez, y esa calificación generalmente ocurre a la pornografía de núcleo blando. Los elementos de horror también pueden estar presentes, aunque en estos casos, se mezclan en su mayoría con violencia. En raras ocasiones, una película tiene una calificación de 16+ para el idioma que utiliza.
Las películas con clasificación 18+ son en su mayoría películas de pornografía hard-core o soft-core, pero también pueden presentar películas de violencia extrema y gore. Es raro que una película normal obtenga una calificación de más de 18% para el lenguaje o los elementos de terror que tiene. A veces, la desnudez y el sexo son lo suficientemente fuertes como para justificar una calificación de más de 18 años sin entrar en los bordes de la pornografía, pero por lo general se acompaña de otra indicación, como la violencia.
Las películas que aún no han sido calificadas presentan la indicación En attente de classement (Calificación pendiente). Esto es común en la publicidad impresa antes del lanzamiento de una película. La película debe haber sido calificada por el Régie para cuando se estrene.
Aunque no es una clasificación per se, las películas educativas o pedagógicas, los programas de ejercicio físico y deportivo, y los materiales promocionales están exentos de la clasificación.
El Régie no corta secuencias de películas; están clasificados en el formato proporcionado por la productora. Sin embargo, la Régie tiene la autoridad para denegar la clasificación, en cuyo caso la película no puede ser distribuida en ningún formato en la provincia de Quebec. Tales películas suelen tener una explotación sexual inhumana.